# Sparjon
Sparjon  (Malus domestica 'Sparjon ') je ovocný strom, kultivar druhu jabloň domácí z čeledi růžovitých. Plody jsou řazeny mezi odrůdy zimních jablek, sklízí se v říjnu, skladovatelné jsou do března.

## Historie

### Původ
Byla vyšlechtěna v ČR. Odrůda vznikla zkřížením odrůd 'Jonared' a 'Spartan'.

## Vlastnosti

### Růst
Růst odrůdy je střední. Pravidelný řez je vhodný, zvláště letní. Plodonosný obrost tvoří kratší letorosty.

## Plodnost
Plodí brzy, bohatě a při probírce plůdků i pravidelně.

## Plod
Plod je ploše kulatý, střední. Slupka drsná, žlutozelené zbarvení překrývá tmavě červené zbarvení. Dužnina je bílá se sladce navinulou chutí.

## Choroby a škůdci
Odrůda je podle některých zdrojů trpí strupovitostí jabloní středně a je středně odolná k padlí.

## Použití
Je vhodná ke skladování. Odrůdu lze použít do středních a teplých poloh.